# North Richland Hills
North Richland Hills es una ciudad ubicada en el condado de Tarrant en el estado estadounidense de Texas. En el Censo de 2010 tenía una población de 63.343 habitantes y una densidad poblacional de 1.342,46 personas por km².

## Geografía
North Richland Hills se encuentra ubicada en las coordenadas 32°51′43″N 97°12′53″O / 32.86194, -97.21472. Según la Oficina del Censo de los Estados Unidos, North Richland Hills tiene una superficie total de 47.18 km², de la cual 47.07 km² corresponden a tierra firme y (0.24%) 0.11 km² es agua.

## Demografía
Según el censo de 2010, había 63.343 personas residiendo en North Richland Hills. La densidad de población era de 1.342,46 hab./km². De los 63.343 habitantes, North Richland Hills estaba compuesto por el 83.79% blancos, el 4.79% eran afroamericanos, el 0.72% eran amerindios, el 2.79% eran asiáticos, el 0.14% eran isleños del Pacífico, el 5.12% eran de otras razas y el 2.65% pertenecían a dos o más razas. Del total de la población el 15.64% eran hispanos o latinos de cualquier raza.